# Herzebrock-Clarholz
Herzebrock-Clarholz è un comune di 16 184 abitanti della Renania Settentrionale-Vestfalia, in Germania.
Appartiene al distretto governativo (Regierungsbezirk) di Detmold e al circondario (Kreis) di Gütersloh (targa GT).